# Fontaine Masini
La fontaine Masini est une fontaine monumentale qui se trouve à Cesena sur la Piazza del Popolo (place du Peuple).

## Historique
Domenico Malatesta Novello couvait l’idée d’embellir la Piazza Maggiore avec une fontaine, mais devra attendre plus d’un siècle avant de voir son rêve se réaliser.
Le projet de la fontaine fut achevé en 1588 par le peintre-architecte Francesco Masini originaire de Cesena, alors que les travaux hydrauliques étaient déjà projetés par Tommaso Laureti entre 1581 et 1583 puis entre 1586 et 1590. Le sculpteur Domenico da Montevecchio et ses assistants réalisèrent la fontaine, qui fut mise en eau en 1591.

## Architecture
Symbole de Cesena, ce bel exemple d’architecture sculptée est réalisé en pierre d’Istrie, érigée selon trois gradins au-dessus du niveau de la Piazza del Popolo ; chacun des gradins est orné d’une paire d’écussons contenant chacun une figure héraldique : celle côté nord appartient au pape Sixte V surmontée de l’emblème de la cité ; les autres sont dédiées au cardinal Guido Ferreri, au vice légat Antonio Maria Galli et du cardinal Domenico Pinelli.

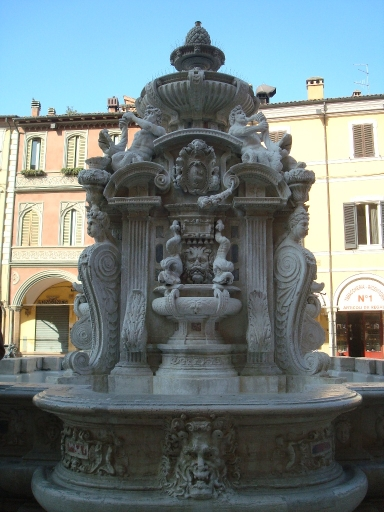
Côté sud
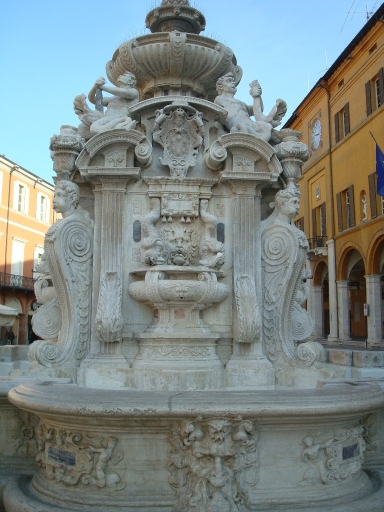
Côté est
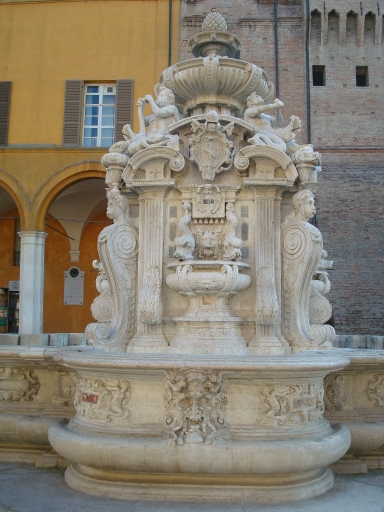
Côté nord
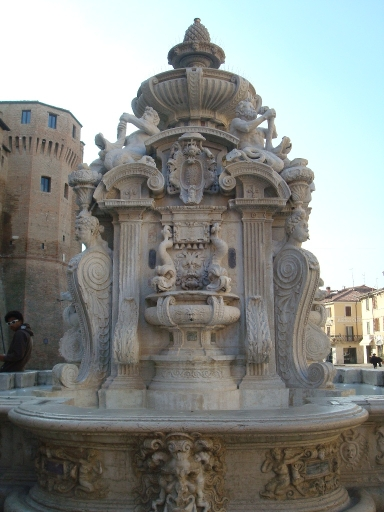
Côté ouest

En 2010, d’importants travaux de ravalement de la fontaine lui ont redonné toute sa splendeur et sa couleur blanche typique de la pierre d’Istrie

## Galerie

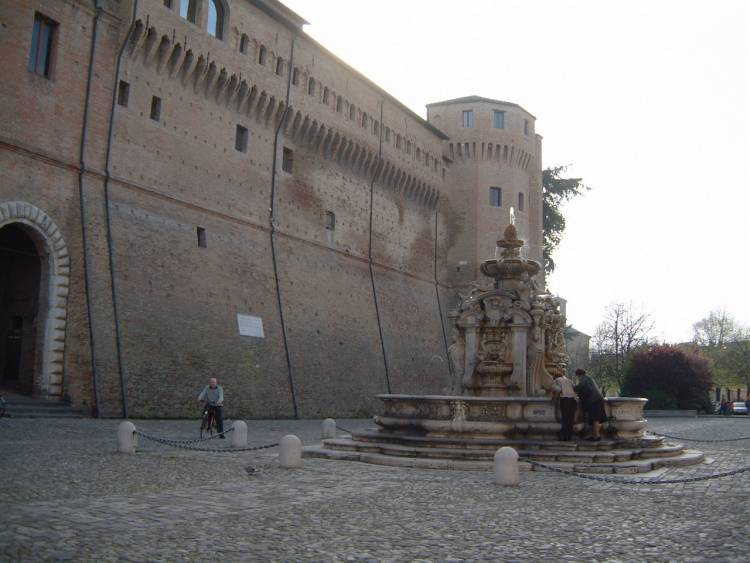
La fontaine Masini et la loge Veneziana
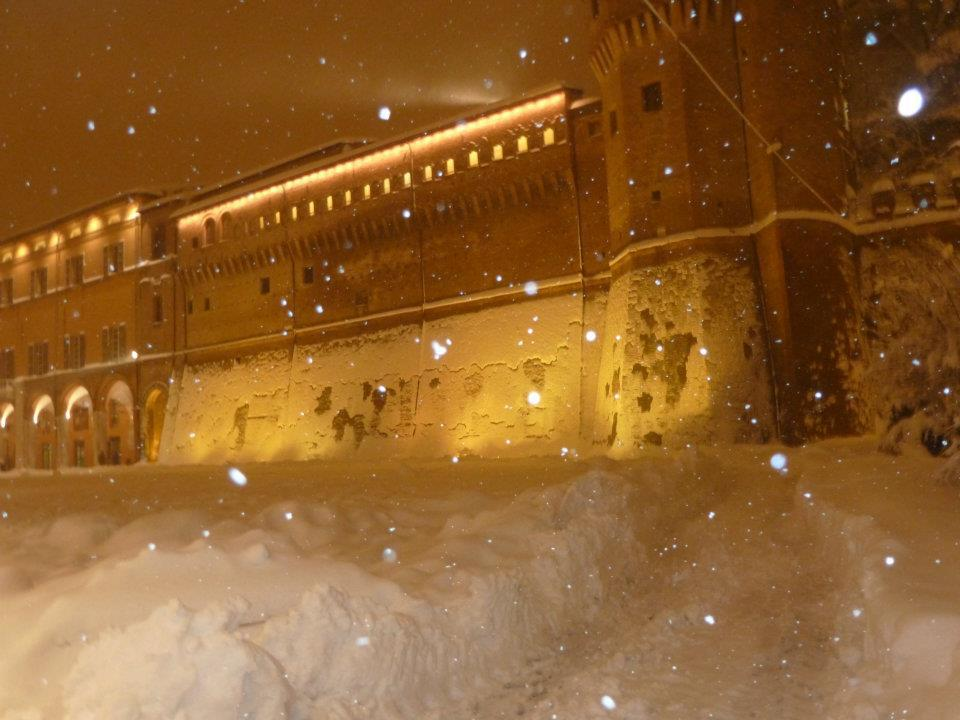
Piazza del Popolo sous la neige (fevrier 2012)
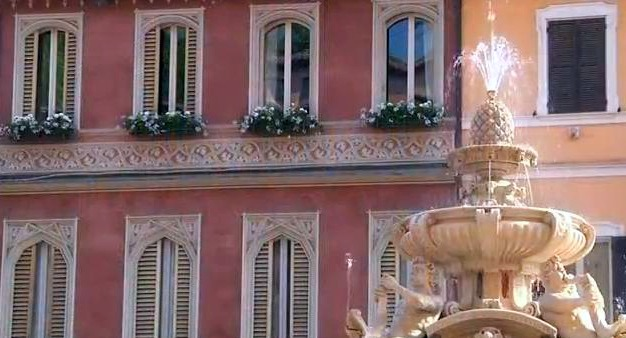
Particularité de la fontaine

## Sources
- Fontaine Masini sur homolaicus.com
- Fontaine Masini sur queen.it